# Кассин, Риккардо
Риккардо Кассин (итал. Riccardo Cassin; 2 января 1909, Сан-Вито-аль-Тальяменто — 6 августа 2009, Лекко) — итальянский альпинист и разработчик альпинистского снаряжения, автор нескольких книг и путеводителей. Кавалер Большого креста ордена «За заслуги перед Итальянской Республикой». За свою многолетнюю спортивную карьеру совершил около 2500 восхождений в различных регионах мира, из которых более ста по новым сложнейшим маршрутам. Многие из них, такие как «маршрут Кассина» на Пиц-Бадиле и Денали, Пуэнт-Уокер на Гранд-Жорас стали «классическими» и носят его имя. Почётный член итальянского, французского, американского, швейцарского и испанского альпклубов.

## Биография

### Ранние годы
Риккардо Кассин родился 2 января 1909 года в небогатой крестьянской семье в коммуне Сан-Вито-аль-Тальяменто на севере Италии (входившей тогда в границы Австро-Венгрии). Рос без отца, когда Риккардо было 3 года, тот уехал в Канаду на заработки, где вскоре погиб в аварии на шахте. В возрасте двенадцати лет Риккардо из-за крайней нужды был вынужден бросить учёбу в школе и работать в кузнице. В 1926 году (в семнадцать лет) перебрался в Лекко, где нашёл более высокооплачиваемую работу на металлургическом заводе.

Молодой Риккардо Кассин

Первым видом спорта, которым он начал заниматься, был бокс. «Я занимался им три года до того, как начал лазить. Для меня стало привычным заниматься в спортзале, и это сделало меня сильным». Вскоре после переезда в Лекко его, несмотря на 12-часовую занятость на работе с одновременной учёбой в вечерней школе, по собственным словам, очаровали окружающие коммуну и возвышающиеся над озером Комо горы. Первой покорённой вершиной стала Монте-Ресгоне, неподалёку от Лекко, а несколько позже он начал свои первые восхождения в массиве Гринья, которые совершал со своими, такими же как он, несостоятельными финансово единомышленниками, называвшими себя «Пауки из Лекко» (итал. Ragni di Lecco). «У нас не было денег, но была очень сильная страсть к скалолазанию»… «мы сбросились по 5 центов каждый и купили 50-метровую бухту верёвки и несколько карабинов. К сожалению, все восемь из нас не могли пользоваться ей одновременно, поэтому мы пользовались ей по очереди: двое поднимались вверх, а затем бросали веревку вниз, потом шли следующие двое». Страсть к восхождениям отнимала у Риккардо всё свободное время, которого практически не было: «Я должен был работать с понедельника по пятницу на сталелитейном заводе, так что я мог совершать восхождения только в выходные дни… У меня не было выбора, кроме как достичь вершины до наступления темноты, потому что на следующий день я должен был вернуться к работе». Одной из первых по-настоящему сложных вершин в его спортивной карьере стала Гулья-Анджелина (итал. Guglia Angelina), пройденная им вместе с Мари Варале. В 1931 году Кассин прошёл свой первый новый маршрут (с Марио делль’Оро (итал. Mario dell'Oro) — на Корна-ди-Медале (итал. Corna di Medale)), позже ставший самым популярным известняковым маршрутом в Альпах.

### Восхождения в Альпах

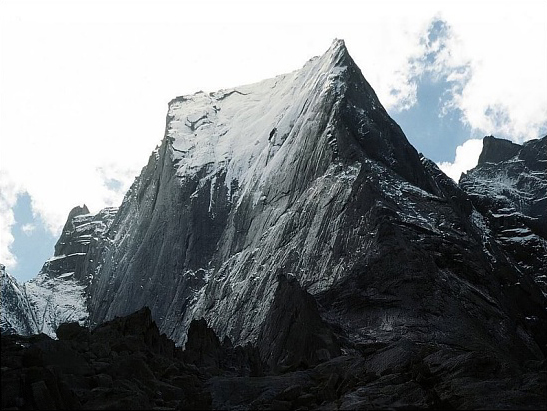
Северо-восточная стена Пиц-Бадиле

В 1932 году Риккардо впервые посетил Доломиты, где стал одним из учеников «ангела Доломит» Эмилио Комичи. Через два года он прошёл свой первый маршрут высшей VI категории сложности — юго-восточную стену Чима-Пикколиссима (итал. Cima Piccolissima) в массиве Тре-Чиме-ди-Лаваредо (Драй-Циннен), и с Марио делль’Оро и Джиджи Витали (итал. Gigi Vitali) совершил одиннадцатое восхождение на Комичи (итал. Comici) на Чима-Гранде (итал. Cima Grande). В 1935 году (с 15 по 17 августа) вместе Витторио Ратти (итал. Vittorio Ratti) — другом и ближайшим соратником, поднялся на юго-восточную башню Торре-Триесте (итал. Torre Trieste) в массиве Чиветта, а несколько позже, также вместе с Ратти, первым поднялся по северной стене Чима-Овест (итал. Cima Ovest) (Тре-Чиме-ди-Лаваредо). Восхождение по этой сложнейшей стене заняло три дня и сделало Кассина национальным героем (одновременно с итальянцами на горе работала немецкая команда, однако Кассин с Ратти ступили на вершину первыми).

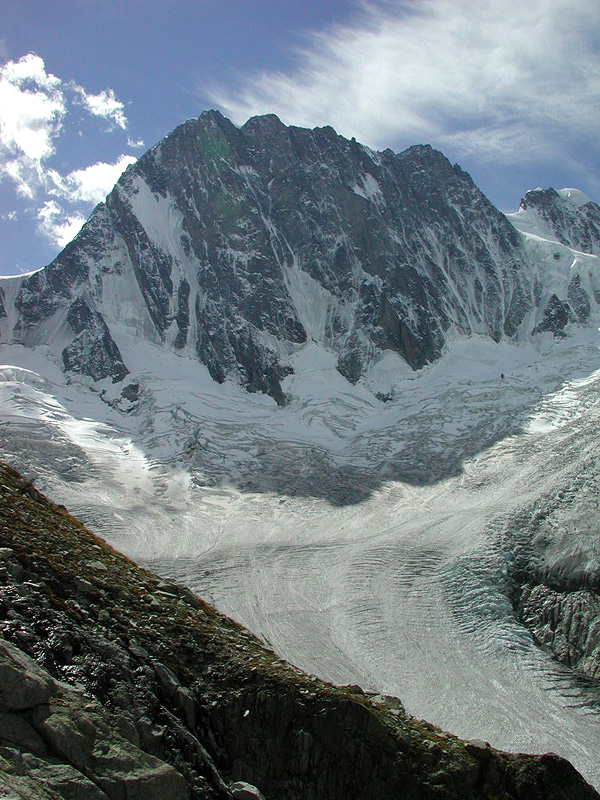
Северная стена Гранд-Жорас. Маршрут Кассина по контрфорсу (от центра влево) к самой высокой вершине.

С 14-го по 16-е июля 1937 года Риккардо Кассин вместе с Ратти и Джино Эспозито (итал. Gino Eposito) решили одну из последних проблем технического альпинизма в Альпах — совершили первое восхождение по северо-восточной стене Пиц-Бадиле. Уже на стене «Пауки» объединились с двойкой из Комо Марио Мольтени (итал. M. Molteni) и Джузеппе Вальсекки (итал. G. Valsecchi). Восхождение совершалось при ужасных погодных условиях. Во вторую ночь в стене началась буря — сначала шёл дождь, а позже, на третий день, пошёл снег. Несмотря на то, что все альпинисты достигли вершины, на спуске Молтени и Вальсекки погибли от физического истощения. Это восхождение стало первым и последним, во время которого Риккардо терял своих спутников. Пройденный маршрут носит его имя (англ. Cassin Route). Последний раз Кассин прошёл его 50 лет спустя в возрасте 78 лет.
В 1938 году Кассин (вместе с Джино Эспозито и Уго Тиццони (итал. Ugo Tizzoni)) планировал восхождение по северной стене Эйгера, но узнав об успехе объединённой немецко-австрийской команды, отказался от задуманного и совершил, по мнению историков альпинизма, пожалуй, самое своё выдающееся восхождение — на Пуэнт-Уокер по северной стене Гранд-Жораса. Восхождение длилось немногим более 80 часов, из которых 35 в сложнейших погодных условиях.
В 1939 году вместе с Уго Тиццони Кассин совершил первое восхождение по северной стене Эгий-де-Лешо.

### Экспедиции в Гималаи, Анды и на Аляску
В 1953 году Риккардо Кассин участвовал вместе с Ардито Дезио в рекогносцировке возможных маршрутов восхождения на K2, однако в 1954 году, когда формировался альпинистский состав итальянской экспедиции для покорения этого восьмитысячника, Риккардо Кассин не был в него включён якобы из-за проблем со здоровьем. Как позже пояснил Лино Лачеделли — первый восходитель на K2, «если бы Кассин участвовал, то всё внимание газет было бы приковано к нему, а не к Дезио».
В 1958 году Кассин возглавил первую гималайскую экспедицию на Гашербрум IV (7925 м), которая добилась успеха — 6 августа на вершину ступили Вальтер Бонатти и Карло Маури.
В 1961 году Кассин в качестве руководителя экспедиции совершил восхождение по новому гребневому маршруту (англ. Cassin Ridge) на высочайшую вершину Северной Америки Мак-Кинли, ставшему тогда наиболее технически сложным из существовавших. Президент США Джон Кеннеди по этому поводу направил Кассину поздравительную телеграмму и предложил встречу, но она не состоялась из-за разразившегося «Карибского кризиса».
В 1969 году, в возрасте 60 лет, во главе итальянской команды Риккардо проложил новый маршрут по Западной стене на вершину Джиришанка в Андах, а в 1975 году возглавил свою последнюю большую экспедицию — на вершину Лхоцзе по Южной стене. В экспедиции принимали участие многие именитые альпинисты, в том числе Райнхольд Месснер, однако она не добилась успеха.

### Последующие годы жизни
Кассин был одним из ведущих альпинистов Европы в межвоенный период. В общей сложности, за свою спортивную карьеру он совершил около 2500 восхождений, из которых более ста были по новым маршрутам. Он был сторонником «чистого стиля» в альпинизме и старался свести к минимуму использование на маршруте «железа»: «На маршрутах, где я использовал 50 крючьев, другие использовали 70. Так что я приносил [скалам] меньше вреда, чем другие». Он восхищался австрийцем Паулем Пройсом — главным идеологом «чистого стиля», но по поводу смерти последнего сухо заметил, что тот стал «жертвой своих собственных теорий». Свой последний маршрут — Luna Nascente («Зарождение Луны» (итал. Luna Nascente) — сложность 5.10b) в Валь-ди-Мелло — жемчужину Альп, он прошёл в возрасте 85-ти лет.

С началом Второй мировой войны он не был мобилизован и работал на военном заводе. Кассин установил связь с партизанами, с которыми сражался против армий Муссолини и Вермахта. За участие в партизанском движении был награждён. 26 апреля 1945 года во время перестрелки в центре Лекко с отступающими немецкими войсками был убит его лучший друг Витторио Ратти.

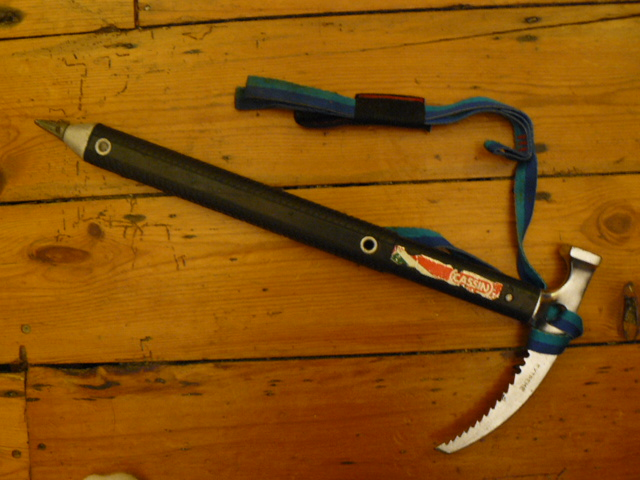
Айсбайль Cassin

После окончания войны Риккардо, помимо своего увлечения альпинизмом, начал заниматься производством и продажей альпинистского снаряжения. В 1947 году он начал свой бизнес с производства и продажи скальных крючьев собственной конструкции, а затем постепенно перешёл к выпуску едва ли не полного спектра арсенала альпинистов — айсбайлей (ледовых молотков), ледорубов, карабинов и титановых кошек. В 1950 году он начал производство пуховиков для внеевропейских альпинистских экспедиций, а в 1958-м страховочных систем (обвязок/беседок). Инструменты конструкции Кассина изготавливались в небольшом кузнечном цеху кузнеца из Преманы Антонио Кодеги (итал. Antonio Codega), который носил название CAMP, и который со временем стал названием одноимённой всемирно известной фирмы по производству горного снаряжения. В 1997 году бренд «Cassin» перешёл в собственность фирмы CAMP, но и по настоящее время под этой маркой выпускается ряд высокотехнологичных продуктов компании.
За свои спортивные достижения четырежды удостаивался золотой медали Национального олимпийского комитета Италии (CONI) «За спортивную доблесть». Последняя из них была вручена сыну Риккардо в 2009 году Президентом CONI Джованни Петруччи к 100-летнему юбилею Кассина.
Риккардо был женат. В браке родилось трое детей. Он написал несколько книг, а также (в соавторстве) нескольких путеводителей и отчётов об экспедициях: в 1958 году была издана «Там, где нависают стены», в 1981-м «Пятьдесят лет в альпинизме», а в 2003 году издательством AS Verlag & Buchkonzept опубликована книга «Первая верёвка». К столетнему юбилею Риккардо Кассина была выпущена книга «Риккардо Кассин: Сто граней великого альпиниста» (итал. Riccardo Cassin. Cento volti di un grande alpinista), которая состоит из ста отзывов тех, с кем Риккардо так или иначе пересекался по жизни, включая Р. Месснера, Карло Маури, Вальтера Бонатти, Джона Кеннеди и многих других.
Кассин являлся почётным членом итальянского, французского, американского, швейцарского (англ. Swiss Alpine Club Bregaglia) и испанского (исп. Club Academico de Montanismo Espanol) альпклубов. В 1980 году «за заслуги перед Итальянской Республикой» он был награждён одноимённым орденом, в 1999 году стал кавалером его Большого креста.
Умер у себя дома в Пьяни-дей-Резинелли, Лекко, 6 августа 2009 года в возрасте ста лет.
В дань памяти альпинисту в Италии создан частный некоммерческий «Фонд Риккардо Кассина».

## Комментарии
1. ↑  К началу 1930-х годов оставались непройденными шесть великих северных стен Альп: Эйгера, Маттерхорна, Пиц-Бадиле, Пти-Дрю, Чима-Гранде и Гранд-Жораса[12].
2. ↑  Руководителю итальянской экспедиции на К2 1954 года.